# خیرآباد نامی
خیرآباد نامی، روستایی در دهستان امامزاده علی بخش رحمت‌آباد شهرستان زرقان در استان فارس ایران است.

## جمعیت
بر پایه سرشماری عمومی نفوس و مسکن در سال ۱۳۹۵، جمعیت این روستا برابر با ۲۴۶ نفر (۷۷ خانوار) بوده است.